# Неретва (Меткович)
«Неретва» (Меткович) (хорв. NK Neretva Metković) — хорватський футбольний клуб з міста Меткович, заснований 1919 року під назвою «Нарона». Сучасна назва з 1945 року. Більшість свого існування виступала у нижчих дивізіонах, лише одного разу в сезоні 1994–95 команда грала у елітному хорватському дивізіоні, але зайняла передостаннє місце і понизилась у класі.
Команда має хорошу футбольну школу, яка виховала ряд видатних гравців, зокрема олімпійського чемпіона 1960 року Андрія Анковича, бронзового призера чемпіонату світу 1998 Ігора Штимаця, володаря Кубка УЄФА 2009 Даріо Срну, а також багатьох чемпіонів Хорватії та інших країн.